# De heilige Margaretha (Zurbarán)
De heilige Margaretha (Spaans: Santa Margarita) is een schilderij van Francisco de Zurbarán, dat hij waarschijnlijk tussen 1630 en 1634 maakte. Dit portret van Margaretha van Antiochië maakt sinds 1903 deel uit van de collectie van de National Gallery in Londen.

## Margaretha van Antiochië
Het leven van Margaretha van Antiochië staat beschreven in de Legenda aurea. Zij zou geboren zijn in Antiochië ten tijde van Diocletianus als dochter van een heidense priester. Op jonge leeftijd verloor zij haar moeder, waarna zij door een christelijke min werd opgevoed en als herderin buiten de stad leefde. Toen de prefect Olybrius zijn oog op haar liet vallen, weigerde zij haar geloof af te zweren om met hem te trouwen. De prefect liet haar daarop martelen en uiteindelijk ter dood brengen. Tijdens haar gevangenschap deden zich veel wonderen voor. Zo zou Margaretha door Satan in de vermomming van een draak zijn verzwolgen. Zij wist echter levend te ontsnappen met behulp van een kruisbeeld. De verering van Margaretha, wier levensverhaal zelfs in de Middeleeuwen weinig geloofwaardig werd gevonden, bereikte West-Europa met de kruistochten. Zij werd aangeroepen voor een goede bevalling, een verwijzing naar het hachelijke avontuur met de draak.

## Voorstelling
Zurbaráns schilderij weerspiegelt de legendes rond de heilige Margaretha. Zij gaat bijzonder elegant gekleed in landelijke kledij. Bijzondere aandacht verdient daarbij de gestreepte zadeltas (alforjas), die prachtig contrasteert met de blauwe jas. Om haar hals draagt Margaretha een ketting van koraal en git, omzoomd door een fijn geschilderde witte blouse. In haar rechterhand houdt zij een herdersstaf en in haar linker een boek, een verwijzing naar haar trouw aan het evangelie. Op de achtergrond is de verslagen draak zichtbaar.
Bij het vervaardigen van een serie schilderijen van heiligen, maakte Zurbarán veelvuldig gebruik van assistenten. Dit werk lijkt op zichzelf te staan en is waarschijnlijk geheel van de hand van de meester. Het is in de eerste helft van de jaren dertig van de zeventiende eeuw in Sevilla gemaakt. In dezelfde tijd schilderde hij voor het het klooster van de geschoeide mercedariërs in die stad een voorstelling van de heilige Agatha met hetzelfde model. Het sterke gebruik van clair-obscur verraadt de invloed van Caravaggio.

## Herkomst
- in bezit van Karel IV in het Casita del Príncipe bij het Escorial
- ca. 1855: waarschijnlijk door Isabella II geschonken aan Bingham Baring, tweede Baron Ashburton
- 1864: nagelaten aan zijn echtgenote Louisa Stewart-Mackenzie
- 1871: nagelaten aan Mary Florence Baring, hun enige kind. Zij trouwde met William George Spencer Scott Compton, vijfde Markgraaf van Northampton
- 1903: gekocht door de National Gallery[3][4]

## Afbeelding

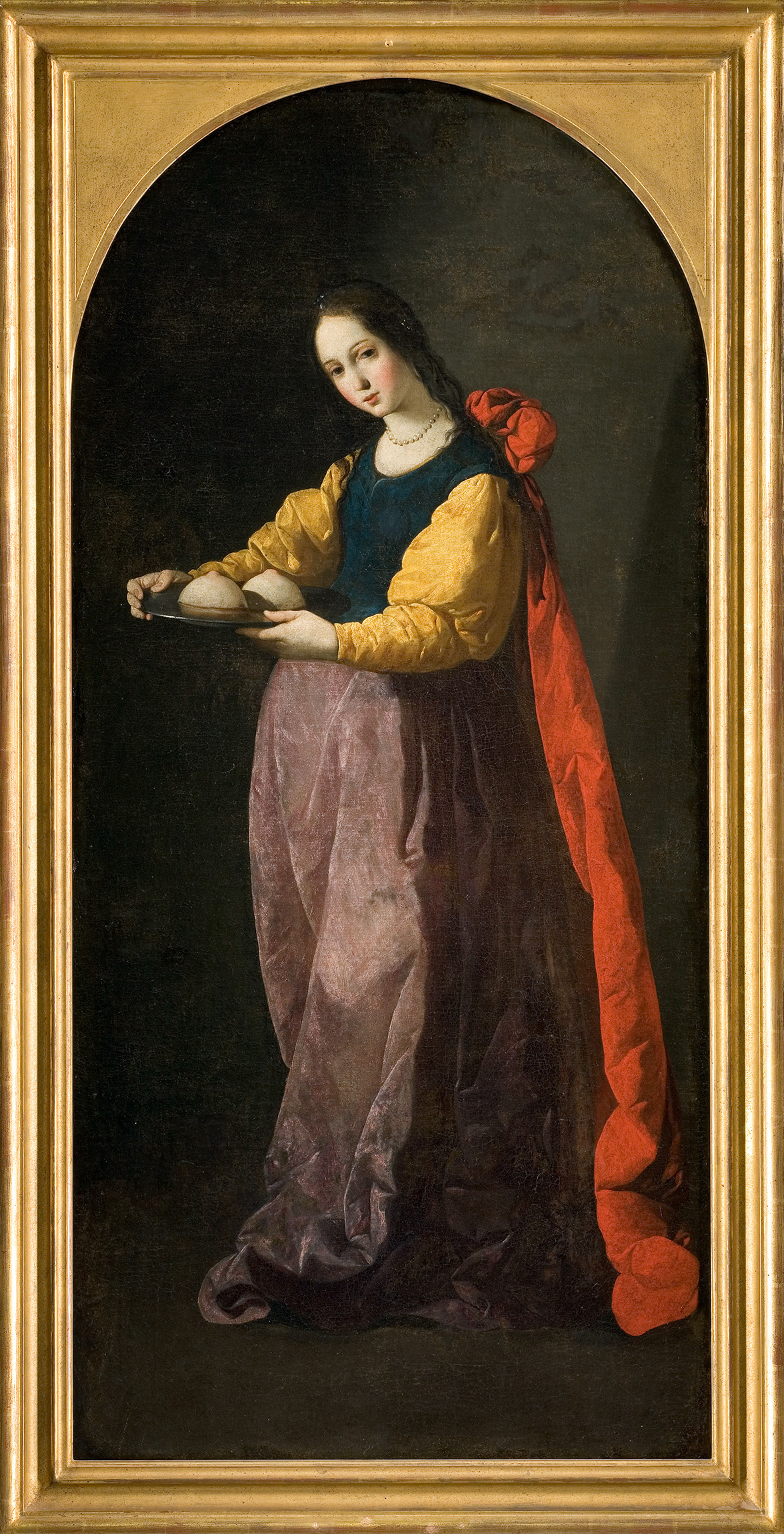
De heilige Agatha